# Mette Rosenkrantz (ca. 1533-1588)
 Der er flere personer med dette navn, se Mette Rosenkrantz.
Mette Rosenkrantz (ca. 1533 – 2. april 1588 på Skarholt (Skåne)) var en af Danmarks rigeste adelskvinder.
Hun var datter af rigsråd Oluf Nielsen Rosenkrantz og Ide Mogensdatter Munk. I sin barndom (1542-43) havde hun den senere så berømte Niels Hemmingsen til lærer. Omtrent 14 år gammel blev hun trolovet med Steen Rosensparre til Skarholt. Ægteskabet blev indgået omkring 1551. Da han faldt i Slaget ved Axtorne (20. oktober 1565), sad hun som enke, indtil hun 14. september 1567, holdt bryllup på Vallø med rigshofmester Peder Oxe til Gisselfeld m. m. Ved den store arv, der efterhånden tilfaldt hende ved sine rige giftermål, sin kraftige personlighed kom hun, især som Peder Oxes hustru, til at indtage en meget fremragende stilling. Da hendes ægteskab med Peder Oxe var barnløst, havde han ved sin død 1575 på livstid sikret hende besiddelsen af sine godser Gisselfeld, Løgismose og Tølløse, halvparten af Holmegaard på Sjælland, Togerup i Skåne og Tange på Fyn. Desuden havde hun endnu sammen med sine børn af første ægteskab del i Skarholt. Selv ejede hun halvparten af Vallø (Vester Vallø), medens den anden halvpart (Øster Vallø) tilhørte hendes ældre søster Birgitte Rosenkrantz, der sad som enke efter rigsråd Peder Bille til Svanholm. Efter moderens død i 1586 arvede Mette bl.a. Totterupholm (Rosendal). Mest bekendt er hun blevet ved opførelsen af den prægtige bygning på Vallø, Vester Vallø, medens søsteren aldrig fik fuldført sin halvdel. Hun var stolt og myndig; til andre Tider vidner hendes breve dog om hjertelig deltagelse og stor religiøsitet. Hendes egenhændige breve indtager en ejendommelig stilling ved deres forfærdelige retskrivning, hvorigennem imidlertid den reneste bondeudtale skinner frem. Brevene er værdifulde for enhver, der vil studere den tids retskrivning og udtale. Den mægtige kvinde gav henimod sin død, en skånsk troldkvinde skylden for sin svagelighed, og fik hende anholdt og dømt. 
Hun døde på Skarholt 2. april 1588 og blev begravet i Skarholt Kirke. Herfra blev liget formentlig overført til Vor Frue Kirke i København.